# Scandi Standard
Scandi Standard AB  er en svensk børsnoteret international producent af kyllingekød med hovedkvarter i Stockholm. Selskabet blev etableret i 2013 i forbindelse med en fusion mellem svenske Kronfågel og danske Danpo. I samme anledning blev den norske virksomhed Den Stolte Hane opkøbt. Koncernens har i dag virksomhed i Sverige, Danmark, Norge, Finland og Irland. I 2020 havde de en omsætning på 9,9 mia. svenske kroner og 3.220 ansatte (922 i Sverige, 856 i Danmark, 322 i Norge, 183 i Finland og 937 i Irland).